# Utbildningsdepartementet
Utbildningsdepartementet (U) är ett departement i det svenska regeringskansliet som handhar nationella frågor om forskning, integration och utbildning i Sverige. Chef för Utbildningsdepartementet är utbildnings- och integrationsminister Simona Mohamsson, dessutom finns på departementet också gymnasie-, högskole- och forskningsminister Lotta Edholm. Statsrådens närmsta medarbetare är de politiskt tillsatta statssekreterarna. Utbildningsdepartementets lokaler ligger på Drottninggatan 16.

## Historia
Departementet bildades den 16 maj 1840 vid departementalreformen som Ecklesiastikdepartementet. Det bytte namn till Utbildningsdepartementet den 1 januari 1968. Den 1 december 1991 bröts kulturfrågorna ut till det nybildade Kulturdepartementet. Den 1 januari 2005 återfördes kulturfrågorna till Utbildningsdepartementet, som då bytte namn till Utbildnings- och kulturdepartementet. Kulturdepartementet återinrättades dock redan den 1 januari 2007.
Historiskt sett har Utbildningsdepartementet sina rötter i kyrkans verksamhetsområde, vilket inbegrep utbildning, forskning och kulturella frågor. Med sekulariseringen minskade de rent kyrkliga frågorna i betydelse, medan frågor om undervisning ökade. 

## Ansvarsområden
Sedan den 1 januari 2007 hanterar Utbildningsdepartementet frågor som rör förskola, skola, vuxenutbildning, studiestödsverksamhet, högskoleutbildning samt samordnar frågor som rör forskning. Beslut som fattas i detta departement gäller till exempel tillsättning av rektorer för universiteten, generaldirektörer och högsta chefer för verk inom departementets förvaltningsområde och anslag till verken, bland annat Statens skolverk, Statens skolinspektion, Universitetskanslersämbetet och Vetenskapsrådet samt flera vetenskapliga råd. Utbildningsdepartementet ansvarar också för samordningen av frågor relaterade till Unesco och Svenska Unescorådet. 

## Statsråd

### Utbildningsministern
Utbildningsministern är statsråd och departementschef för Utbildningsdepartementet. 

### Övriga statsråd i Ecklesiastik- och Utbildningsdepartementet
Utöver departementschefen har Utbildningsdepartementet under långa perioder omfattat ytterligare ministrar. När den nya författningen trädde i kraft 1974 försvann officiellt de så kallade konsultativa statsråden och ersattes av benämningen statsråd. Övriga statsråd kan ansvara för skilda portföljer och har bland annat benämnts undervisningsminister, skolminister, kulturminister, förskoleminister, kyrkominister. 
- 1945 - 1951  Nils Quensel (1894-1971), opolitisk  (kyrkominister)
- 1958 - 1963  Sven af Geijerstam (1913-90), Socialdemokraterna  (kyrkominister)
- 1967 - 1973  Sven Moberg (1919-94), Socialdemokraterna  (undervisningsminister)
- 1969 - 1973  Alva Myrdal (1902-86), Socialdemokraterna  (kyrkominister)
- 1974 - 1976  Lena Hjelm-Wallén (f. 1943), Socialdemokraterna  (skolminister)
- 1976 - 1978  Britt Mogård (1922-2012), Moderaterna  (skolminister)
- 1978 - 1979  Birgit Rodhe (1915-98), Folkpartiet  (skolminister)
- 1979 - 1981  Britt Mogård (1922-2012), Moderaterna  (skolminister)
- 1981 - 1982  Ulla Tillander (1931-94), Centerpartiet  (skolminister)
- 1982 - 1989  Bengt Göransson (f. 1932), Socialdemokraterna  (kultur- och skolminister)
- 1989 - 1991  Göran Persson (f. 1949), Socialdemokraterna  (skolminister)
- 1991 - 1994  Beatrice Ask (f. 1956), Moderaterna  (skolminister)
- 1994 - 1998  Ylva Johansson (f. 1964), Socialdemokraterna  (skolminister)
- 1998 - 2002  Ingegerd Wärnersson (f. 1947), Socialdemokraterna  (skolminister)
- 2002 - 2006  Lena Hallengren (f. 1973), Socialdemokraterna  (förskole- och ungdomsminister)
- 2004 - 2006  Ibrahim Baylan (f. 1972), Socialdemokraterna  (skolminister)
- 2006 - 2006  Cecilia Stegö Chilò (f. 1959), Moderaterna  (kulturminister)
- 2006 - 2007  Jan Björklund (f. 1962), Folkpartiet  (skolminister)
- 2006 - 2006  Lena Adelsohn Liljeroth (f. 1955), Moderaterna  (kulturminister)
- 2007 - 2009  Lars Leijonborg (f. 1949), Folkpartiet  (högskole- och forskningsminister)
- 2009 - 2010  Tobias Krantz (f. 1971), Folkpartiet  (högskole- och forskningsminister)
- 2010 - 2013  Nyamko Sabuni (f. 1969), Folkpartiet  (biträdande utbildningsminister och jämställdhetsminister)
- 2013 - 2014  Maria Arnholm (f. 1958), Folkpartiet  (biträdande utbildningsminister och jämställdhetsminister)
- 2014 - 2016  Aida Hadžialić, (f. 1987) Socialdemokraterna  (gymnasie- och kunskapslyftsminister)
- 2014 - 2019  Helene Hellmark Knutsson (f. 1969), Socialdemokraterna  (högre utbildnings- och forskningsminister)
- 2016 - 2019  Anna Ekström (f. 1959), Socialdemokraterna  (gymnasie- och kunskapslyftsminister)
- 2019 - 2021  Matilda Ernkrans (f. 1973), Socialdemokraterna  (högre utbildnings- och forskningsminister)
- 2021 - 2022  Lina Axelsson Kihlblom (f. 1970), Socialdemokraterna (skolminister)
- 2022 -       Lotta Edholm (f. 1965), Liberalerna (skolminister) (2022-2025), (gymnasie-, högskole- och forskningsminister) (2025-)

## Myndigheter
Utöver de statliga högskolarna och universiteten sorterar följande myndigheter under departementet:
- Överklagandenämnden för etikprövning
- Nämnden för prövning av oredlighet i forskning
- Etikprövningsmyndigheten
- Centrala studiestödsnämnden (CSN)
- Överklagandenämnden för högskolan
- Överklagandenämnden för studiestöd (ÖKS)
- Universitetskanslersämbetet (UKÄ)
- Universitets- och högskolerådet (UHR)
- Statens skolverk
- Statens skolinspektion
- Specialpedagogiska skolmyndigheten
- Skolforskningsinstitutet
- Sameskolstyrelsen
- Rymdstyrelsen
- Polarforskningssekretariatet
- Myndigheten för yrkeshögskolan (MYH)
- Universitets- och högskolerådet (UHR)
- Kungliga biblioteket
- Skolväsendets överklagandenämnd
- Gentekniknämnden